# Academy for Architectural Culture
Die aac Academy for Architectural Culture ist eine international ausgerichtete private und gemeinnützige Fortbildungseinrichtung für Architekturstudenten und junge Architekten mit Sitz in Hamburg. Sie wird getragen von der gmp-Stiftung, die u. a. von Ertragsanteilen des Architekturbüros von Gerkan, Marg und Partner finanziert wird.

## Geschichte
Die aac Academy for Architectural Culture wurde im Sommer 2008 in Hamburg gegründet und nahm am 1. September des Jahres ihren Lehrbetrieb auf. 2012 bezog die aac eigene Räume auf dem Campus Rainvilleterrasse in dem Gebäude der ehemaligen Altonaer Seefahrtschule, das für diesen Zweck denkmalgerecht saniert wurde.

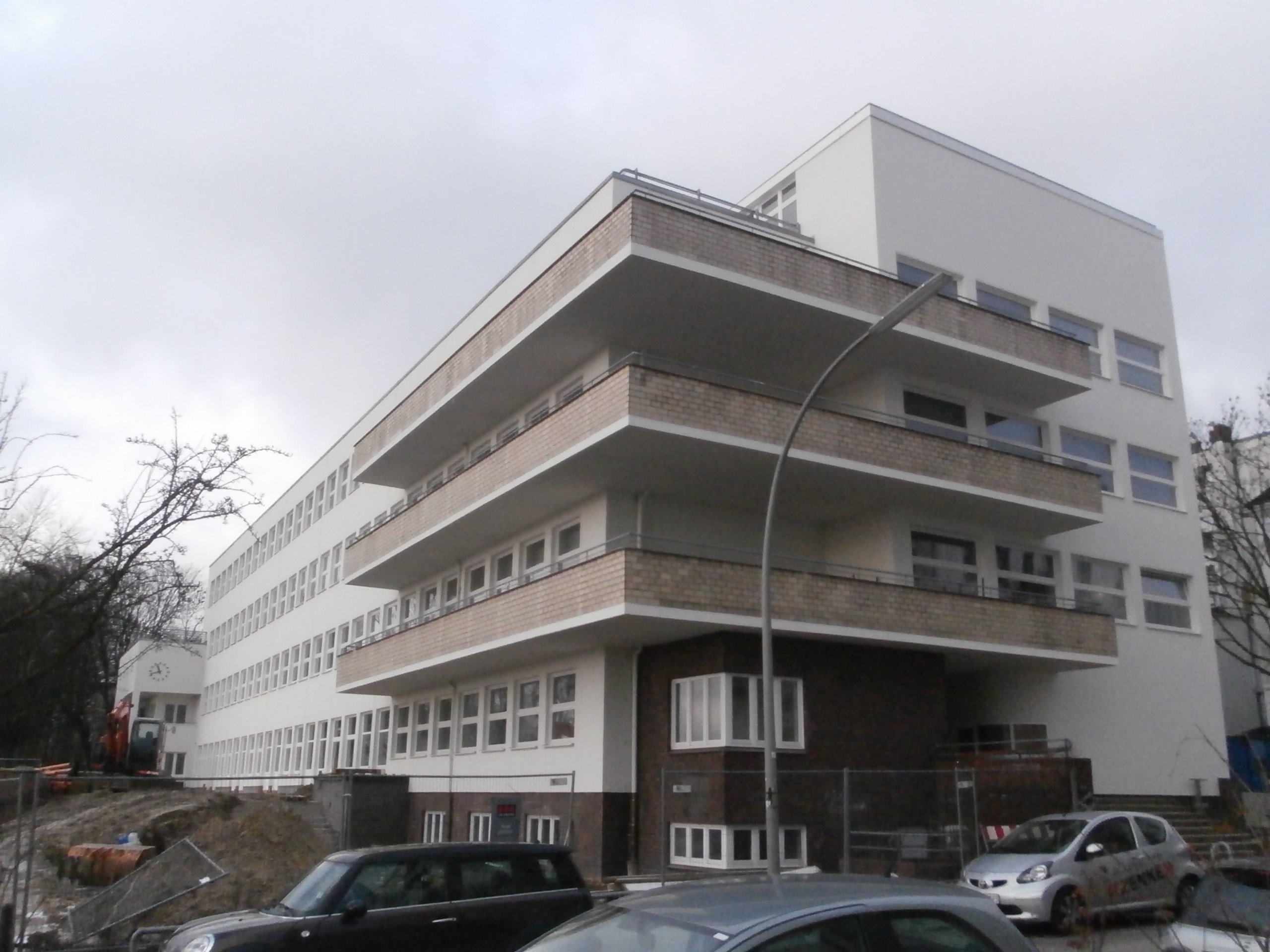
Campus Rainvilleterrasse im Gebäude der ehem. Altonaer Seefahrtsschule

Bis Ende 2017 wurden siebzehn Workshops zu Themen an den „Schnittstellen der Architektur zu Kunst und Gesellschaft“ in Kooperation mit verschiedenen Partnern durchgeführt, zu Beginn unregelmäßig und seit 2013 in festem Turnus mit einem Frühjahrs- bzw. Sommer- und einem Herbstkurs.
Im Rahmen der 15. Internationalen Architekturbiennale 2016 präsentierte die aac in Venedig ihre Geschichte und ihren Lehransatz mit der Ausstellung future practice. practice future.

## Lehre
Das Curriculum der aac ist in mehrwöchigen Blockkursen organisiert. In diesem begrenzten Zeitrahmen bearbeiten die Kursteilnehmer in konkurrierender Gruppenarbeit eine architektonische bzw. städtebauliche Entwurfsaufgabe. Die Themenstellungen hierzu werden vor einem konkreten Planungshintergrund aus aktuellen, öffentlich diskutierten und relevanten Fragen des Bauens und Planens entwickelt. Darüber hinaus werden in einzelnen Workshops im Sinne eines eigenen Forschungsansatzes methodische Fragen des Entwerfens in den Mittelpunkt gestellt.
Unterstützt von persönlichen Tutor*innen und unter Anleitung von gmp-Partner*innen können die Teilnehmer ihren Entwurf in Diskussionsrunden mit namhaften Gastarchitekt*innen weiterentwickeln.Auf den interkulturellen und internationalen Austauscder Teilnehmer – Architekturstudenten, Absolventen und junge Architekten aus aller Welt – wird besonderer Wert gelegt, die Unterrichtssprache ist Englisch. Für die Kursgebühren vergibt die gmp-Stiftung Stipendien, um die sich die Teilnehmer bewerben können.

## Wirken und Wahrnehmung in der Öffentlichkeit
Integraler Teil der aac ist die Veröffentlichung ihrer Arbeitsergebnisse. So finden die Abschlusspräsentationen ebenso wie begleitende Vortragsreihen öffentlich auf dem Campus statt. Die Materialien der Workshops, Hintergrund der Themenstellungen, Teilnehmer und Ergebnisse, werden darüber hinaus in der eigenen Publikationsreihe der aac dokumentiert.
Beginnend mit den drei Entwurfsaufgaben des Auftaktworkshops 2008 fanden die Kurse regelmäßig ihr Echo in der Tages- und Fachpresse. Beispiele von aac-Workshops, deren Entwürfe auf diese Weise Teil öffentlicher Debatten wurden, sind TXL+, Schaufenster einer Energie-Plus-Stadt von 2009 zur Nachnutzung des Berliner Flughafen Tegel im Rahmen des Werkstattprozesses der Berliner Senatsverwaltung für Stadtentwicklung und Wohnen, des Weiteren der zusammen mit dem Centre for Information Technology and Architecture der Königlich Dänischen Kunstakademie Kopenhagen konzipierte Sommerkurs 2014 zum parametrischen Entwerfen, in dem Sportbauten im Zusammenhang mit Hamburgs Olympiabewerbung 2024 entworfen wurden. Gleich zwei Workshops im Herbst 2015 setzten sich mit einem Neubau für ein Naturkundemuseum in Hamburg auseinander.
2016 widmete sich der Frühjahrskurs dem seriellen Wohnbau und baulicher Nachverdichtung von innerstädtischen Quartieren in Berlin. Der Herbstkurs des gleichen Jahres erarbeitete Gebäudeentwürfe zum geplanten Fernbahnhof Hamburg-Diebsteich.
Im Frühjahr 2017 war das geplante Deutsche Hafenmuseum Thema eines Workshops, in dem erste Entwürfe für den Standort auf dem Kleinen Grasbrook konzipiert wurden. Im September 2017 befasste sich ein städtebaulicher Workshop mit einem ehemaligen Flughafengelände in Teheran, auf dem ein neues Stadtviertel entstehen soll.